# ドロシー・カタロニア
ドロシー・カタロニア（Dorothy Catalonia）はテレビアニメ『新機動戦記ガンダムW』に登場する架空の人物。担当声優は松井菜桜子。

## 人物
- 人種：アーリア系[1]
- 年齢：15歳[注 1][3]
- 瞳色：ブルー[1]
- 髪色：ブロンド[1]

ロームフェラ財団の代表デルマイユ侯爵の孫娘（トレーズとは遠縁で従姪にあたる）。腰まである輝かしい金髪と二股に分かれた特徴的な眉毛を持つ少女。学校などに金色のリムジンで来るほどの派手好きで、宇宙に向かった時はシャトルまで金色だった。リリーナ・ピースクラフトを尊敬し、何かと彼女の側に居るが、本人の思想はリリーナとは正反対のものであり、戦争の発生を待望するような発言をしたり、戦争に対して独特の美学を感じさせる言動が目立ち、自ら戦う意思を持たないモビルドールを「お人形」と呼んで蔑視していた。
かなりの策士でもあり、サンクキングダムにガンダムパイロットが潜伏していることをたれ込んだり、祖父デルマイユ公爵が失脚した時には彼を焚き付けて宇宙要塞バルジに向かわせたりと争いの種を蒔くことも多かった。

## 劇中での活躍

### ガンダムW
ドロシーはデルマイユ公を焚き付け、葬り去った後単身リーブラに赴いてホワイトファングの幹部格についた。その折にリーブラにある特設のゼロシステムルームでゼロシステムを体験。ゼロシステム体験者中で唯一、システムを一発で使いこなしてしまう。実際にゼロシステムを使ってモビルドール部隊を指揮した時は連携の稚拙なガンダムチームを追い詰めたが、同じくゼロシステムを発動させたカトル・ラバーバ・ウィナーの指揮によってガンダムチームは初めてまともな連携をとり、押し返されてしまう。その際にゼロシステム同士の擬似シンクロによって互いの存在を知る。屈辱を感じたドロシーは以後カトルに対して強い恨みを持つ。
しかし、実際には破天荒で争い好きな性格は、「父を奪った戦争」を強烈に憎む心の裏返しであった。最終決戦において、崩壊してゆくリーブラ内部においてカトルとフェンシングによる一騎討ちをする。全力で自分に向かって来ないカトルに苛立ち、戦争をなくすためには奇麗事を並べるのではなく、二度と戦争をしたくないと人々に思わせるほど悲惨な戦争を見せるべきという本音を吐露する。カトルに重傷を負わせて一騎討ちに勝利するがその虚しさとカーンズからのトレーズ・クシュリナーダの戦死に伴う地球国家の敗戦宣言の報告に愕然とし、リーブラと運命を共にしようとしたが、カトルを救出に来たトロワに諭され、死ぬのを踏みとどまり脱出する。エピローグではトレーズの墓参りに訪れている。
漫画版では自ら戦おうとはせず（カトルとの絡みも存在しない）、あくまで戦争を見守っているだけだったが、ヒイロとゼクスの最後の決闘に心動かされるものがあったようである。

### BATTLEFIELD OF PACIFIST
OZの最高軍事機密でもある軍事工廠資源衛星ウルカヌスの行方を追うヒイロの訪問を受け、デルマイユ公の孫娘という立場から様々な助言や情報をヒイロに提供（その際、デュオからの連絡でヨーロッパへ査察に来たリリーナをヒイロと再会させた）。ウルカヌス発見に大いに貢献する。

### Endless Waltz
※原典であるOVA版では出番なし。下記の行動は後に作られた劇場版『Endless Waltz 特別篇』でのもの。
ブリュッセルでの死闘を見て迷う市民を煽動、大量のトレーラー（これにも金色のものがあった）でブリュッセルへと輸送して大規模な反マリーメイア、反戦争のデモを行う（漫画版では扇動する描写はないものの、地上へ降りてくるマリーメイア軍を自宅から見上げている場面がある。その後は反戦デモに参加している人々の中に混じっている姿を見る事が出来る）。「市民が平和を求めて自分たちで立ち上がる」というトレーズやミリアルドの願いを体現し、デキムの野望にトドメを刺し、間接的に五飛の葛藤にケリをつけるという極めて重要な役割を果たした。
後日談の『PREVENTER・5』（漫画『新機動戦記ガンダムW EPISODE ZERO』収録）ではリリーナらと共に立てこもり事件に巻き込まれてしまう。